# Iglesia de San Salvador (Estorm)
San Salvador de Estorm es una iglesia románica del pueblo de Estorm, en el término municipal de San Esteban de la Sarga en el Pallars Jussá de la provincia de Lérida.
Es un templo de la segunda mitad del siglo XI, con arquerías lombardas y lesenas en el ábside.
Se tiene constancia ya en 1099, cuando el conde de Pallars, Pedro Ramón I, dio como dote el término de Estorm al monasterio de Santa María de Mur, pero no existe ningún tipo de documentación directamente relacionada con la iglesia.

## Arquitectura
Es de una sola nave, corta (de dos tramos), cubierta con bóveda de cañón semicircular, y un solo arco toral sobre pilastras en medio de la nave. La planta es ligeramente irregular. Tiene el ábside a oriente, como es habitual si no preceptivo en el románico, comunicado con la nave a través de un arco presbiteral en degradación.
Las reformas hechas a lo largo de los años convirtieron el ábside en sacristía, por lo que hay un tabique que lo separa de la nave, actualmente. El ábside tiene también una ventana de doble derrame, tabicada.
La puerta, a mediodía, también fue reformada, además de abrirse una ventana en el mismo muro. En la fachada occidental hay un campanario de espadaña de un solo ojo.
No hay ornamentación en los muros exteriores, salvo el ábside, que presenta arcos lombardos y lesenas. El aparato es del siglo XI, formado por sillares recortados sin pulir, dispuestos cuidadosamente en hileras regulares, pero todo hecho con una gran sencillez.